# دموع وردة (مسلسل)
دموع وردة هو مسلسل مغربي من إخراج ياسين فنان سنة 2019، بطولة سلوى زرهان، عبد السلام البوحسيني، حنان الإبراهيمي، ماجدولين الإدريسي، عبد الإله عاجل، طارق البخاري، رفيق بوبكر وغيرهم.

## قصة المسلسل
يحكي المسلسل قصة وردة، وهي شابة تنتمي لأسرة فقيرة وتطمح كي تصبح مصممة مشهورة في عالم الموضة والأزياء، إذ بعدما تطرد أختها من أحد مصانع الأزياء المعروفة، ستشغل في المصنع ذاته لتقع في حب ابن صاحبه، لتنطلق رحلة مغامراتها لتحقيق أهدافها والتقرب من مديرها المرتبط.

## نجاحه
حققت الحلقة الثانية من مسلسل “دموع وردة”، الذي كان يبث على شاشة القناة “الأولى”، أزيد من 5 ملايين مشاهدة بحصة مشاهدة وصلت إلى 47.6 بالمائة، وهي أعلى نسبة مشاهدة للمسلسلات المغربية لسنة 2019، حسب ما أثبتته نسب المشاهدة، قبل أن يرتفع عدد المشاهدين خلال الأسابيع المقبلة لأزيد من 6,5 ملايين مشاهدة.

## وصلات خارجية
- صفحة المسلسل على الموقع الرسمي للقناة الأولى نسخة محفوظة 26 مايو 2019 على موقع واي باك مشين.